# Krotoszyn (powiat radziejowski)
Krotoszyn – wieś w Polsce położona w województwie kujawsko-pomorskim, w powiecie radziejowskim, w gminie Osięciny.

## Podział administracyjny
W latach 1975–1998 miejscowość należała administracyjnie do województwa włocławskiego. Wieś sołecka – zobacz jednostki pomocnicze gminy w BIP.

## Demografia
Według Narodowego Spisu Powszechnego (III 2011 r.) liczyła 242 mieszkańców. Jest ósmą co do wielkości miejscowością gminy Osięciny.